# 제29회 대종상
제29회 대종상의 시상식에 관한 내용이다.

## 수상 및 후보

### 최우수작품상
- 젊은 날의 초상 - 태흥영화 수상

### 감독상
- 젊은 날의 초상 - 곽지균 수상

### 시나리오상
- 단지 그대가 여자라는 이유만으로 - 이성수·오효정 수상

### 남우주연상
- 단지 그대가 여자라는 이유만으로 - 이영하 수상

### 여우주연상
- 단지 그대가 여자라는 이유만으로 - 원미경 수상

### 남우조연상
- 누가 용의 발톱을 보았는가 - 박근형 수상

### 여우조연상
- 젊은 날의 초상 - 배종옥 수상

### 신인남자배우상
- 장군의 아들 - 박상민 수상

### 신인여자배우상
- 누가 용의 발톱을 보았는가 - 김성령 수상
- 나의 사랑 나의 신부 - 최진실 수상

### 신인감독상
- 천국의 땅 - 방규식 수상
- 나의 사랑 나의 신부 - 이명세 수상

### 촬영상
- 젊은 날의 초상 - 정일성 수상

### 편집상
- 누가 용의 발톱을 보았는가 - 김 현 수상

### 조명상
- 젊은 날의 초상 - 차정남 수상

### 음악상
- 젊은 날의 초상 - 김영동 수상

### 기획상
- 누가 용의 발톱을 보았는가 - 이상은·김도준 수상

### 남자인기상
- 안성기 수상

### 여자인기상
- 황신혜 수상

### 각색상
- 혼자 도는 바람개비 - 이문웅·하명중 수상

### 특별연기상
- 혼자 도는 바람개비 - 고정일(아역) 수상

### 녹음상
- 젊은 날의 초상 - 김경일 수상

### 신인상
- 누가 용의 발톱을 보았는가 - 신학성(기술상) 수상

### 우수작품상
- 단지 그대가 여자라는 이유만으로 - 예필름 수상

### 특별상
- 은마는 오지 않는다 - 이해윤(의상) 수상
- 단지 그대가 여자라는 이유만으로 - 백영호(스틸) 수상
- 젊은 날의 초상 - 문미봉(연기상/여) 수상
- 단지 그대가 여자라는 이유만으로 - 최재호(연기상/남) 수상

### 음악효과상
- 누가 용의 발톱을 보았는가 - 양대호 수상